# Шицзячжуанская операция
Шицзячжуанская операция (кит. упр. 石家庄战役, 5-12 ноября 1947) — операция китайских коммунистов во время гражданской войны в Китае, в результате которой в их руки перешёл один из крупнейших городов провинции Хэбэй.

## Предыстория
В 1900 году через деревню Шицзячжуан прошла железная дорога Пекин-Ухань, и там была построена железнодорожная станция, после чего началось развитие деревни. В 1903 году именно отсюда пошла на запад, в провинцию Шаньси, железнодорожная ветка на Тайюань, что ускорило рост населённого пункта, становящегося важным транспортным узлом. В 1907 году деревня стала посёлком, а в 1925 году посёлки Шицзячжуан, Сюмэнь и деревни Дунбэйли и Сибэйли были объединены в город, который получил официальное название «Шимэнь» (первый иероглиф от «Шицзячжуан» и последний иероглиф от «Сюмэнь»), однако в обиходе по-прежнему часто назывался «Шицзячжуан».
Во время гражданской войны Шимэнь оказался стиснутым между Шаньси-Чахар-Хэбэйским и Шаньси-Хэбэй-Шаньдун-Хэнаньскими советскими районами, а весной 1947 года, после того, как коммунисты взяли под контроль железную дорогу на Тайюань оказался в фактической изоляции; пресса называла его «одиноким островом», а командующий гоминьдановским гарнизоном сообщал, что уверенно контролирует территорию лишь километров на 5 от границ города. Тем не менее, в городе размещалась мощная армейская группировка, а сам он был хорошо укреплён (в дополнение к укреплениям, созданным японцами во время японо-китайской войны, гоминьдановцами было добавлено ещё два пояса обороны).
Однако осенью 1947 года гоминьдановское командование совершило непростительный просчёт: в середине октября размещённая в Шимэне 3-я армия была отправлена на север, чтобы помочь деблокировать осаждённый коммунистами Сюйшуй, и была поймана в ловушку у деревни Цинфэндянь. Сразу после уничтожения окружённой группировки Не Жунчжэнь выдвинул предложение о захвате оставшегося фактически беззащитным Шимэня. 23 октября Мао Цзэдун одобрил его предложение.

## Ход событий
К вечеру 5 ноября войска китайских коммунистов окружили Шимэнь, и в полночь начали наступление; 3-я колонна атаковала западный и южный пригороды, 4-я колонна — восточный пригород, войска Центрально-Хэбэйского военного района — юго-восточный пригород. К 7 ноября войска Центрально-Хэбэйского военного района сумели выполнить главную задачу первого этапа: захватили аэродром, окончательно лишив город связи с внешним миром.
Другой важной целью, помимо аэродрома, была находящаяся в юго-восточном пригороде горя Юньпаньшань. Она являлась укреплённым узлом обороны, на ней размещались пулемёты и артиллерия. После овладения ею силами 10-й бригады 4-й колонны коммунисты получили контроль над юго-восточной частью города.
8 ноября Шаньси-Чахар-Хэбэйская полевая армия начала штурм первого оборонительного рубежа — окружающего город широкого рва. После его преодоления коммунистам пришлось задержаться перед вторым оборонительным рубежом — внутренним городским рвом, который был прикрыт проволочными заграждениями и минными полями. 10 ноября, используя имеющуюся артиллерию, коммунисты прорвали и это препятствие.
К утру 11 ноября коммунисты уже взяли под контроль большую часть города. К утру 12 ноября сопротивление продолжалось лишь в районе большого железнодорожного моста, где размещался штаб 3-й армии, но к 11 часам утра прекратилось и оно.

## Итоги и последствия
Шимэнь стал первым крупным городом Северного Китая, взятым коммунистами. 26 декабря 1947 года Народное правительство Шимэня приняло решение о переименовании города в Шицзячжуан.